# Fernand Canelle
Fernand Canelle (Paris, 2 de janeiro de 1882 - 11 de janeiro de 1951) foi um futebolista francês, medalhista olímpico.
Fernand Canelle competiu nos Jogos Olímpicos de Verão de 1900 em Paris. Ele ganhou a medalha de prata como membro do Club Français, que representou a França nos Jogos.